# Гречинцы
Гречинцы (укр. Гречинці) — село в Летичевском районе Хмельницкой области Украины.
Население по переписи 2001 года составляло 705 человек. Почтовый индекс — 31515. Телефонный код — 3857. Занимает площадь 2,45 км². Код КОАТУУ — 6823082001.

## Местный совет
31515, Хмельницкая обл., Летичевский р-н, с. Гречинцы, ул. Колхозная, 3